# Îles Vierges des États-Unis aux Jeux olympiques d'hiver de 1994
Les Îles Vierges des États-Unis participent aux Jeux olympiques d'hiver de 1994 à Lillehammer en Norvège du 12 au 27 février 1994. Il s'agit de leur 3e participation à des Jeux olympiques d'hiver. La délégation est composée de huit athlètes concourants dans deux sports, le porte-drapeau est le lugeur Kyle Heikkila.

## Bobsleigh
| Athlète                                               | Épreuve      | Course 1 | Course 1 | Course 2 | Course 2 | Course 3 | Course 3 | Course 4 | Course 4 | Total         | Total |
| Athlète                                               | Épreuve      | Temps    | Rang     | Temps    | Rang     | Temps    | Rang     | Temps    | Rang     | Temps         | Rang  |
| ----------------------------------------------------- | ------------ | -------- | -------- | -------- | -------- | -------- | -------- | -------- | -------- | ------------- | ----- |
| Todd Schultz Keith Sudziarski                         | bob à deux   | 55 s 16  | 39e      | 55 s 13  | 40e      | 55 s 24  | 38e      | 55 s 25  | 40e      | 3 min 40 s 78 | 38e   |
| Paul Zar Zachary Zoller                               | bob à deux   | 56 s 01  | 43e      | 56 s 57  | 43e      | 56 s 15  | 42e      | 56 s 28  | 48e      | 3 min 45 s 01 | 42e   |
| David Entwistle Alexander Poe Paul Zar Zachary Zoller | bob à quatre | 53 s 79  | 29e      | 53 s 82  | 29e      | 54 s 23  | 28e      | 53 s 81  | 27e      | 3 min 35 s 65 | 28e   |

## Luge
| Athlète       | Course 1 | Course 1 | Course 2 | Course 2 | Course 3 | Course 3 | Course 4 | Course 4 | Total          | Total |
| Athlète       | Temps    | Rang     | Temps    | Rang     | Temps    | Rang     | Temps    | Rang     | Temps          | Rang  |
| ------------- | -------- | -------- | -------- | -------- | -------- | -------- | -------- | -------- | -------------- | ----- |
| Kyle Heikkila | 52 s 007 | 26e      | 52 s 007 | 24e      | 51 s 519 | 20e      | 51 s 703 | 21e      | 3 min 27 s 236 | 23e   |

| Athlète        | Course 1 | Course 1 | Course 2 | Course 2 | Course 3 | Course 3 | Course 4 | Course 4 | Total          | Total |
| Athlète        | Temps    | Rang     | Temps    | Rang     | Temps    | Rang     | Temps    | Rang     | Temps          | Rang  |
| -------------- | -------- | -------- | -------- | -------- | -------- | -------- | -------- | -------- | -------------- | ----- |
| Anne Abernathy | 50 s 698 | 22e      | 50 s 190 | 19e      | 49 s 776 | 18e      | 50 s 167 | 19e      | 3 min 20 s 831 | 20e   |